# Les Portes du temps
Pour plus de détails, voir Fiche technique et Distribution.
Les Portes du temps ou Le Chercheur: À l'assaut des ténèbres au Québec (The Seeker: The Dark Is Rising)  est un film fantastique américain réalisé par David L. Cunningham sorti en 2007, tiré du roman L'Enfant contre la nuit (The Dark is Rising, 1973), le deuxième tome de la série de romans The Dark Is Rising Sequence écrit par la romancière Susan Cooper.

## Synopsis
William Stanton, alias Will, un enfant de 14 ans, découvre qu'il est le dernier représentant de guerriers immortels qui protègent le monde des Ténèbres. Il doit voyager à travers le temps à la recherche de Signes secrets...
"Je suis Will Stanton, le septième fils né du septième fils. J'ai déchiffré le grimoire, j'ai traversé le temps, j'ai rassemblé les cinq signes. Si le sixième ne m'est pas apparu c'est qu'il a toujours été en moi. Je suis l'âme, je suis le sixième signe. Je suis prêt à t'affronter car désormais, j'ai redonné le pouvoir à la lumière..."

## Fiche technique
- Titre original : The Seeker: The Dark Is Rising
- Titre français : Les Portes du temps
- Titre québécois : Le Chercheur: À l'assaut des ténèbres
- Réalisation : David L. Cunningham
- Histoire : Susan Cooper
- Scénario : John Hodge
- Producteur : Marc Platt
- Producteurs exécutifs : Jared LeBoff, Ron Schmidt et Adam Siegel
- Musique : Christophe Beck
- Photographie : Joel Ransom
- Montage : Geoffrey Rowland et Eric A. Sears
- Casting : Jina Jay, Amanada Mackey Johnson et Cathy Sandrich
- Concepteurs des décors : David Lee
- Directeur artistique : Bill Crutcher, Roxana Alexandru, Julia Dehoff et Vlad Vieru
- Décors : Liz Griffiths, Steve Oakes et Kate Venner
- Costumes : Vin Burnham
- Recettes : 31 400 740 $
- Société de production : Walden Media - Marc Platt Productions
- Société de distribution : 20th Century Fox
- Pays de production :  États-Unis
- Langue : Anglais
- Formats : 2,35 : 1 | Couleur Technicolor | 35 mm
- Son : Dolby Stereo | Dolby Digital | DTS | SDDS
- Genre : Fantastique
- Durée : 99 minutes
- Dates de sortie : 
  - États-Unis 5 octobre 2007
  - France : 31 octobre 2007

## Distribution
- Alexander Ludwig (V.F. : Julien Crampon ; V.Q. : Xavier Dolan) : Will Stanton / Thomas Stanton
- Christopher Eccleston (V.F. : Christian Gonon ; V.Q. : Patrick Chouinard) : Le chevalier noir
- Ian McShane (V.F. : Bernard Métraux ; V.Q. : Éric Gaudry) : Merriman Lyon
- Frances Conroy (V.F. : Frédérique Cantrel ; V.Q. : Élizabeth Lesieur) : Mlle Greythorne
- James Cosmo (V.F. : Michel Fortin) : Dawson
- Jim Piddock : Vieux George
- Amelia Warner (V.Q. : Geneviève Désilets) : Maggie
- John Benjamin Hickey (V.F. : Christian Cloarec ; V.Q. : Luis de Cespedes) : John Stanton
- Wendy Crewson (V.F. : Françoise Vallon ; V.Q. : Marie-Andrée Corneille) : Mary Stanton
- Emma Lockhart (en) (V.F. : Lola Roqueplo ; V.Q. : Juliette Mondoux) : Gwen Stanton
- Drew Tyler Bell (V.F. : Pierre-Vincent Chapus ; V.Q. : Philippe Martin) : James Stanton
- Edmund Entin (en) (V.F. : Mathieu Laurent ; V.Q. : Nicholas Savard L'Herbier) : Robin Stanton
- Gary Entin (it) (V.F. : Mathieu Laurent ; V.Q. : Nicholas Savard L'Herbier) : Paul Stanton
- Gregory Smith (V.F. : François Creton ; V.Q. : Hugolin Chevrette) : Max Stanton
- Jordan J. Dale : Stephen Stanton
- Sylvester Morand : Vicar
- Jonathan Jackson : le Marcheur

Version française
- - Studio de doublage : Dubbing Brothers
  - Direction artistique : Isabelle Brannens
  - Adaptation : Philippe Sarrazin

Sources et légende : Version française (VF) sur VoxoFilm Version québécoise (V.Q.) sur Doublage QC.

## Polémique
Ce film pose question face à l'inexistence d'un réel antagoniste. En effet, le Chevalier noir peut, à de nombreuses occasions, porter le coup final au chercheur, Will Stanton, notamment dans la fameuse scène de la forêt où il se contente de donner un léger coup de pied au derrière de Will. Ce qui démontre plus son esprit taquin qu'une réelle volonté de tuer. Par ailleurs, nous déduisons à la fin du film que le Chevalier noir a pris grand soin pendant toutes ces années du frère de Will Stanton, le septième fils né du septième fils, lui offrant, entre autres, une écharpe et lui apprenant à marcher.[réf. nécessaire]